# Султанбагомаєв Костянтин Ігорович
Костянти́н І́горович Султанбагома́єв — старший лейтенант Збройних сил України.

## Життєпис
Вступив у Волинський обласний ліцей з посиленою військово-фізичною підготовкою. Відслужив строкову службу у 95-й окремій аеромобільній бригаді. 2013 року закінчив Академію сухопутних військ ім. гетьмана Петра Сагайдачного.
Навесні 2014-го розвідувальний підрозділ, очолюваний Костянтином, відправився на виконання бойового завдання до Слов'янська. Брав участь у боях за Семенівку, Савур-Могилу, Степанівку, Красний Луч, Сніжне, Ясинувату, Тельманове, Трьохізбенку, Кримське у складі 95-ї бригади. Виконував десантно-штурмові та десантно-рейдові дії в тилу ворога.
26 січня 2015-го під час штурму шахти «Бутівка» зазнав мінно-вибухового поранення. Понад дев'ять місяців провів у лікарнях, відновлюючи обидві руки. Тоді ж зазнав поранень старший солдат Микола Вознюк. У бою за шахту загинули вояки Білокуров Олександр, Гага В'ячеслав, Рачок Михайло, Синюк Денис, Стратович Анатолій.

## Нагороди
За особисту мужність, сумлінне та бездоганне служіння Українському народові, зразкове виконання військового обов'язку відзначений — нагороджений
- 15 вересня 2015 року — орденом Богдана Хмельницького III ступеня.